# داسک (نرم‌افزار)
داسک (نرم‌افزار) یک کتابخانه متن‌باز برای رایانش موازی است که به زبان پایتون نوشته شده‌. داسک در دسامبر ۲۰۱۴ توسط متیو راکلین ایجاد شد و اکنون یک پروژه اجتماعی است که توسط توسعه‌دهندگان و سازمان‌ها نگهداری و حمایت می‌شود.
دسک در بخش‌های مختلفی همچون خرده‌فروشی، سازمان‌های مالی، سازمان‌های دولتی و همچنین موسسات علوم زیستی و ژئوفیزیک استفاده می‌شود. سازمان‌هایی همچون والمارت، وی‌فر، گراب‌هاب، جنرال موتورز، انویدیا، دانشکده پزشکی هاروارد، کپیتال وان و ناسا از جمله سازمان هایی هستند که از دسک استفاده می کنند.

## بررسی اجمالی
داسک کتابخانه‌ای است که از دو بخش تشکیل شده‌است. بخشی به ایجاد گرافهای وابستگی و وظایف زمانبندی می‌پردازد و بخشی دیگر شامل ساختارهای داده توزیع شده با واسطه‌های برنامه‌نویسی کاربردی است، چیزی مشابه مشابه Pandas Dataframes یا NumPy. داست موارد استفاده متنوعی دارد و می‌تواند با یک ماشینِ واحد اجرا شود و به مجموعه‌ای هزار ماشینی افزایش یابد.